# Callitris oblonga
Espèce
Classification phylogénétique
Statut de conservation UICN

 VU B1ab(iii) : Vulnérable
Callitris oblonga est une espèce de conifères de la famille des Cupressaceae originaire d'Australie. Il est considéré comme vulnérable par disparition de son habitat.